# Nederlandse Genealogische Vereniging
De Nederlandse Genealogische Vereniging (NGV) werd in 1946 opgericht met het doel het genealogisch onderzoek te bevorderen. De vereniging biedt leden hulp bij het zoeken naar voorouders, het ordenen en bewaren van onderzoeksgegevens en documenten en het samenstellen van genealogische publicaties. 
De vereniging is statutair gevestigd in Amsterdam maar wordt bestuurd vanuit het Verenigingscentrum (VC) in Bunnik. Naast de afdelingen Heraldiek en Familieorganisaties kent de vereniging ook nog 27 regionale afdelingen. Deze organiseren lezingen, bijeenkomsten en excursies. De vereniging geeft 6 keer per jaar het tijdschrift Gens Nostra uit. De vereniging telt bijna 8000 leden.
De computer is niet meer weg te denken  bij het genealogische onderzoek. Sinds 1983 houdt de NGV zich bezig met computergenealogie en heeft diverse genealogische software-pakketten ontwikkeld, zoals GD/D90, GD-Win en GensDataPro.

## Publicaties
- In 2006 werden de Afstammingsreeksen van de Hertogen van Brabant door de vereniging uitgegeven.
- In 1996 werd Vijftien miljoen knipsels uitgebracht, een beschrijving van de door de vereniging verzamelde familieberichten uit kranten en tijdschriften.
- In 1994 verscheen Van Aken naar heden, een bundeling van eerder verschenen artikelen in Gens Nostra met daarin beschreven de afstammelingen van Karel de Grote.
- De regionale afdelingen van de verenigingen publiceerden verschillende kwartierstatenboeken met voorouderonderzoek in de regio.

## Genetische genealogie
De vereniging nam samen met de Koninklijk Nederlandsch Genootschap voor Geslacht- en Wapenkunde en de genealogische vereniging Ons Voorgeslacht het initiatief tot een landelijk project voor genetische genealogie in Nederland. In dit project worden de resultaten van DNA-onderzoek gebruikt om familierelaties te kunnen vaststellen. De eerste resultaten van het project werden gepresenteerd in Zonen van Adam, dat eind 2008 verscheen.